# Franck Sorbier
 (juin 2022).
Franck Sorbier, né en 1961, est un créateur français de haute couture. Il travaille avec sa compagne, Isabelle Tartière, présidente de la maison de haute couture Franck Sorbier.

## Biographie
Né à Fréjus en 1961, Franck Sorbier étudie la couture à l'ESMOD pendant trois ans.
Après avoir travaillé pour des entreprises de mode, de prêt-à-porter et des photographes de mode pour des campagnes de publicité, Franck Sorbier présente sa première collection en 1987.
En 1995, l'entreprise de joaillerie Cartier le remarque et lui demande de représenter la France pour le lancement de So Pretty, en lui laissant le soin de créer cinq tenues. Franck Sorbier présente sa collection hiver 1995/96 au Carrousel du Louvre. En 1996, il devient membre de la « Fédération française de la couture, du prêt-à-porter des couturiers et des créateurs de mode ». En 1999, il présente sa première collection couture en qualité de « membre invité », avant de devenir grand couturier en janvier 2005.
Il reçoit, en 2004, le titre de chevalier des Arts et des Lettres par le Ministère de la Culture.
Il conçoit des pièces pour plusieurs célébrités, notamment, en 2006, l'ensemble des costumes de scène de la tournée de Mylène Farmer, Avant que l'ombre… À Bercy . La même année, Johnny Hallyday lui fait réaliser ses costumes pour sa tournée Flash Back Tour. Puis en 2007, il est chargé du costume d’académicien du peintre Zao Wou-Ki. En 2008, il réalise les costumes de scène pour les opéras en plein air La Traviata, les Contes d'Hoffmann joués au Capitole de Toulouse puis à l'Opéra de Bordeaux. En 2012, il fait une robe en fibre de verre pour Shy'm lors des NRJ Music Awards 2012.
En juillet 2008, il inaugure en parallèle un nouveau type de défilé sur Internet. Sa présentation virtuelle est distinguée par le Webmaster Award (États-Unis), le « Grand Prix Stratégies/Condé Nast du Luxe », la « Mention Spéciale » pour un site de Mode au Festival de la publicité de Méribel.

## Distinctions
- Chevalier de l'ordre des Arts et des Lettres (2004)